# Lidia Quaranta
Pour les articles homonymes, voir Quaranta.
Lidia Quaranta, de son vrai nom  Lidia Gemma Mattia Quaranta, née à Turin le 6 mars 1891 et morte dans la même ville le 5 mars 1928, est une actrice italienne du cinéma muet active au début du XXe siècle. Elle est apparue dans plus de soixante-dix films entre 1910 et 1925.

## Filmographie partielle
- 1910 : L'ignota d'Edoardo Bencivenga
- 1910 : I cavalieri della morte d'Edoardo Bencivenga
- 1910 : Maria Bricca d'Edoardo Bencivenga
- 1911 : Clio e Filete de Oreste Mentasti
- 1912 : I misteri della psiche de Vincenzo Denizot
- 1912 : Come una sorella de Vincenzo Denizot
- 1912 : Padre de Dante Testa et Gino Zaccaria
- 1912 : I segreti dell'anima de Vincenzo Denizot
- 1913 : Fra ruggiti di belve de Alberto Degli Abbati
- 1913 : Addio giovinezza! de Nino Oxilia
- 1913 : Tigris de Vincenzo Denizot
- 1913 : Lo scomparso de Dante Testa
- 1913 : Addio giovinezza! de Nino Oxilia
- 1914 : Cabiria  de Giovanni Pastrone
- 1914 : I pericoli dei travestimenti d'Émile Vardannes
- 1915 : Un dramma tra le belve d'Amleto Palermi
- 1915 : Sul campo dell'onore d'Amleto Palermi
- 1915 : Beffa di Satana de Telemaco Ruggeri
- 1915 : Il romanzo di un atleta de Vittorio Rossi Pianelli
- 1915 : Paolina de Vitale De Stefano
- 1916 : Somiglianza funesta de Telemaco Ruggeri
- 1916 : In mano al destino de Mario Caserini
- 1916 : Nel vortice del peccato de Telemaco Ruggeri
- 1916 : Il romanzo della morte de Telemaco Ruggeri
- 1917 : Il velo squarciato de Telemaco Ruggeri
- 1917 : La più dolce corona de Mario Ceccatelli
- 1917 : Il gioiello sinistro d'Eleuterio Rodolfi
- 1918 : Le due orfanelle di Torino de Giovanni Casaleggio
- 1919 : Venere propizia de Romolo Bacchini
- 1920 : Fiamma! d'Ettore Piergiovanni
- 1921 : I tre sentimentali d'Augusto Genina
- 1923 : Treno di piacere de Luciano Doria
- 1925 : Voglio tradire mio marito de Mario Camerini